# یواس‌اس فینبک (اس‌اس‌ان-۶۷۰)
یواس‌اس فینبک (اس‌اس‌ان-۶۷۰) (به انگلیسی: USS Finback (SSN-670)) یک زیردریایی بود که طول آن ۲۹۲ فوت (۸۹ متر) بود. این زیردریایی در سال ۱۹۶۸ ساخته شد.